# Trichoniscoides ouremensis
Trichoniscoides ouremensis är en kräftdjursart som beskrevs av Albert Vandel 1945. Trichoniscoides ouremensis ingår i släktet Trichoniscoides och familjen Trichoniscidae. Inga underarter finns listade i Catalogue of Life.